# Sabrina
Sabrina  è un nome proprio di persona italiano femminile.

## Varianti
- Maschili: Sabro[1]

### Varianti in altre lingue
- Francese: Sabrina[3]
- Inglese: Sabrina[3], Sabryna[3]
  - Ipocoristici: Bree
- Tedesco: Sabrina[3]

## Origine e diffusione

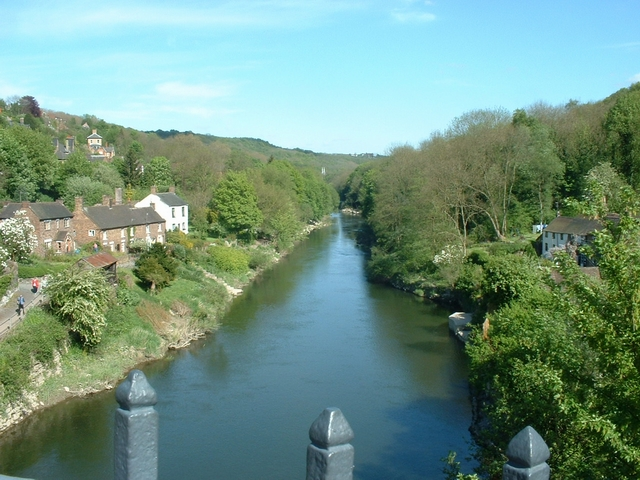
Il Severn visto dall'Ironbridge

Secondo la maggioranza delle fonti, questo nome va ricondotto ad una forma latinizzata, attestata già nel I secolo, di Habren (o Hafren), che è l'originale nome gallese del fiume Severn. L'origine di tale toponimo è celtica, ma etimologia e significato sono incerti; potrebbe essere un composto delle radici protoceltiche *samo ("estate") e *renwo ("veloce", "rapido"), oppure potrebbe avere il significato di "limite", "confine". Interpretazioni minoritarie riconducono Sabrina a צבר (Sabra), termine ebraico che indica un ebreo originario di Israele.
Secondo la leggenda, riportata anche da Monmouth e Cambrensis, il fiume deve il suo nome a Hafren, la giovane figlia di Locrino, che vi venne annegata dalla sua matrigna Gwendolen, ma più probabilmente è vero il contrario. Il nome appare ne La regina delle fate di Spenser (1590) e nel masque di Milton Comus (1634), ma la sua diffusione, sia in italiano che in inglese, è più recente; divenne di moda, infatti, grazie all'opera teatrale di Samuel A. Taylor Sabrina Fair (1953, il cui titolo è ispirato ad un verso dell'opera di Milton), e al film che ne fu tratto, Sabrina, interpretato da Audrey Hepburn. In Italia è attestato soprattutto in Toscana, e più in generale nel Nord e nel Centro; esiste una forma maschile, ma il nome è usato quasi solo al femminile.

## Onomastico
Non vi sono sante chiamate Sabrina, che quindi è un nome adespota; l'onomastico si può festeggiare il 1º novembre, giorno di Ognissanti.

## Persone

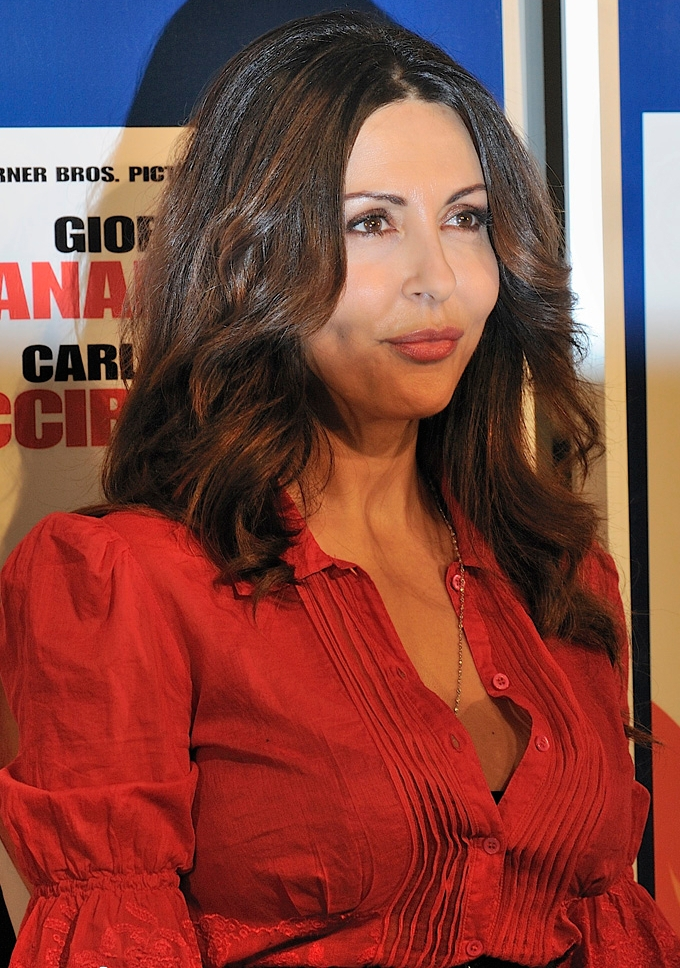
Sabrina Ferilli

- Sabrina Bryan, ballerina, attrice e cantante statunitense
- Sabrina Carpenter, attrice, cantante e ballerina statunitense
- Sabrina Duranti, doppiatrice e direttrice del doppiaggio italiana
- Sabrina Ferilli, showgirl e attrice italiana
- Sabrina Garciarena, attrice argentina
- Sabrina Impacciatore, attrice, comica e imitatrice italiana
- Sabrina Ionescu, cestista statunitense
- Sabrina Lloyd, attrice statunitense
- Sabrina Marinangeli, cantante e showgirl italiana
- Sabrina Paravicini, attrice, regista, scrittrice e sceneggiatrice italiana
- Sabrina Salerno, cantante, showgirl e attrice italiana
- Sabrina Setlur, cantante tedesca
- Sabrina Siani, attrice italiana

## Il nome nelle arti
- Sabrina è un personaggio della serie Pokémon.
- Sabrina è il nome italiano di Madoka Ayukawa, protagonista femminile della serie manga e anime Capricciosa Orange Road.
- Sabrina Duncan è un personaggio della serie televisiva Charlie's Angels.
- Sabrina Fairchild è un personaggio dell'opera teatrale di Samuel A. Taylor Sabrina Fair, e di tutte le opere da essa tratte.
- Sabrina Görres è un personaggio della soap opera Tempesta d'amore.
- Sabrina Spellman è la protagonista del fumetto statunitense Sabrina, the teenage witch, e di tutte le opere da esso tratte.
- Sabrina Tamura è un personaggio della serie animata Ciao, Sabrina.